# アンタイ・レコード
アンタイ・レコード（Anti- Records）は、1999年にエピタフの派生レーベルとして設立された、アメリカ合衆国のレコードレーベルである。
エピタフがほとんどパンク・ロックを専門に取り扱っているのに対し、アンタイはより多種多様なミュージシャンやバンドを抱えており、そのジャンルはヒップホップ（ブラッカリシャス）、レゲエ（ブジュ・バントン）、コメディ（エディー・イザード）、カントリー（マール・ハガード）、フォーク（ザ・スウェル・シーズン）、インディー・ロック（アイランズ、エリオット・スミスの遺作）など多岐にわたる。
アンディ・コールキン (Andy Kaulkin) 率いるアンタイが初めて注目を集めたのは、1999年リリースのトム・ウェイツのグラミー賞受賞作『ミュール・ヴァリエイションズ』である。ウェイツと同様に、リズム・アンド・ブルース歌手のソロモン・バーク、ベティ・ラヴェット、マリアンヌ・フェイスフルら数組のベテラン・アーティストがメジャー・レーベルを去った後にアンタイと契約している。

## 主要アーティスト
※過去に在籍したアーティストも含む
- アンティバラス (Antibalas)
- ベティ・ラヴェット (Bettye LaVette)
- ビリー・ブラッグ (Billy Bragg)
- ブラッカリシャス (Blackalicious)
- ボブ・モールド (Bob Mould)
- ブッカー・T (Booker T.)
- ブジュ・バントン (Buju Banton)
- ダニエル・ラノワ (Daniel Lanois)
- デッド・マンズ・ボーンズ (Dead Man's Bones)
- デヴォーチカ (DeVotchKa)
- ドクター・ドッグ (Dr. Dog)
- エディー・イザード (Eddie Izzard)
- ギャラクティック (Galactic)
- グレッグ・グラフィン (Greg Graffin)
- アイランズ (Islands)
- ジェイソン・ライトル (Jason Lytle)
- ジョー・ヘンリー (Joe Henry)
- ジョリー・ホランド (Jolie Holland)
- マン・マン (Man Man)
- マリアンヌ・フェイスフル (Marianne Faithfull)
- マイケル・フランティ (Michael Franti)
- マール・ハガード (Merle Haggard)
- ムタンチス (Os Mutantes)
- マグス (Muggs)
- N.A.S.A.
- ニーコ・ケース (Neko Case)
- ニック・ケイヴ (Nick Cave)
- ワン・デイ・アズ・ア・ライオン (One Day As a Lion)
- アレック・オンスワース (Alec Ounsworth)
- ピート・フィリー・アンド・パークィジット (Pete Philly and Perquisite)
- ポーター・ワゴナー (Porter Wagoner)
- レイン・マシーン (Rain Machine)
- ランブリン・ジャック・エリオット (Ramblin' Jack Elliott)
- ソロモン・バーク (Solomon Burke)
- スプーン (Spoon) ※ヨーロッパのみ
- メイヴィス・ステイプルズ (Mavis Staples)
- ザ・スウェル・シーズン (The Swell Season)
- ロカスト (The Locust)
- ザ・プロミス・リング (The Promise Ring)
- ティム・ファイト (Tim Fite)
- トム・ウェイツ (Tom Waits)
- トリッキー (Tricky) ※ヨーロッパのみ
- ウィリアム・エリオット・ウィットモア (William Elliott Whitmore)
- ザヴィエル・ラッド (Xavier Rudd)